# Evghenia Otradnaia
Evghenia Sergheevna Otradnaia (în rusă Евгения Сергеевна Отрадная; n. 13 martie 1986, Krasnoturinsk, RSFS Rusă, URSS), cunoscută și ca Jenea Otradnaia, este o actriță și cântăreață rusă.